# Uniramodes unicolor
Uniramodes unicolor là một loài bướm đêm trong họ Noctuidae.